# 박리나
박리나(1985년 6월 30일 ~ )는 대한민국의 성우로, 2009년 CJ ENM 성우극회 공채 7기로 입사했다.

## 주요 출연작품
굵은글씨는 메인캐릭터

### TV 애니메이션
- 히어로스쿨Z - 캣걸
- 레인보우 루비 - 엘리
- 엉뚱발랄 콩순이와 친구들 - 콩순이(5 ~ 9기, NEW)
- 베이블레이드 버스트 초제트 (투니버스) - 서아진
- 아이 엠 스타! (투니버스) - 소라, 루루
- 내 친구 코리리 - 트리케라
- 베베데빌 (투니버스) - 하니, 화장실의 유령 소녀
- 플라워링 하트 (EBS) - 김경연
- 안녕 자두야 (SBS)
- 사랑은 콩다콩 - 다리
- 캐릭캐릭 체인지 두근두근 - 아라
- 캐릭캐릭 체인지 파티  - 샤인
- 꿈빛 파티시엘 - 가을, 로진 엄마, 도하 엄마, 제나, 요아
- 꿈빛 파티시엘 프로페셔널  - 가을, 요아
- 너에게 닿기를 - 미나코, 고지마, 레나, 토우타, 여자
- 무스티 - 무스티
- 미르모 퐁퐁퐁 - 무르모
- 도박묵시록 카이지 - 니시오 (바둑TV)
- 짱구는 못말려 - 김은혜, 초롱이, 희경, 유미, 모야삐, 커플녀
- 괴담 레스토랑 - 저주리, 병원 소년
- 날아라 호빵맨 - 치즈, 베이비맨, 양선생
- 신비아파트: 고스트볼X의 탄생 두 번째 이야기 - 구인애
- 신비아파트 고스트볼 ZERO - 큐피드 데빌
- 포켓몬스터 XY - 바닐포티
- 포켓몬스터 W - 마리
- 개구리 중사 케로로 - 빵꾸똥꾸뿌슝
- 가정교사 히트맨 리본 - 유니, 아리아, 루체
- 펭귄의 문제 - 에밀리
- 원피스 (애니메이션) - 퀴나, 키위
- 나루토 질풍전 - 후엔, 소년 카카시
- 여기는 공원 앞 파출소 - 하나
- 말하는 강아지 마사 - 앨리스
- 울트라 B - 은채
- 레터비 - 피스티스
- 마법변신! 아이돌 프린세스 리틀프릿 - 루나
- 고고 다이노 (EBS) - 미오
- 침략! 오징어 소녀 (투니버스) - 수나미, 영웅
- 마리와 강아지 이야기 - 벼농사 아줌마
- 메탈 베이블레이드 극장판 - 어린 헬리오스
- 스켓 댄스 - 루미
- 테니스의 왕자 - 가츠오, 나나코
- 와라! 편의점 (투니버스, MBC) - 박행진
- 도쿄 매그니튜드 8.0 (투니버스) - 마유, 아야
- 아따맘마 (투니버스)
- 결계사 (투니버스) - 헤이스케 부하1
- 원피스 극장판 - 스트롱월드 (투니버스) - 샤오
- 원피스 스폐셜 에피소드 오브 사보 (투니버스) - 레베카
- 드래곤볼GT (투니버스) - 마이, 렌
- 돌연변이 아일랜드 (투니버스)
- 닌자보이 란타로 (투니버스) - 릴리 할머니
- 요괴인간 타요마 (투니버스) - 하네
- 맹수대백과 60 (투니버스)
- 또르르 방울이 친구들 (MBC)
- 심슨네 가족들 (투니버스) - 토드 플랜더즈
- 마법돼지 핑키 - 지나 / 핑키
- 명탐정 코난 (투니버스) - 송지현, 한아롬
- 카드캡터 체리 (투니버스) - 리 샤오랑
- 쥐라기캅스 (KBS) - 사라, 어리
  - 쥐라기캅스 2 (MBC) - 사라, 니아사
- 리루리루 페어리루 (디즈니 채널, 디즈니 주니어) - 린, 석류, 베라
- 출동! 슈퍼윙스 (EBS) - 메이, 엘라, 아다쉬, 켈리
- 반지의 비밀일기 (KBS) - 토끼냥
- 엄마 까투리 (EBS) - 고니, 꼬마 물떼새, 앨버트로스, 홍학, 꼬북
- 바이트 초이카 (SBS)- 크리스 (= 크리스틴)
- 미니특공대 슈퍼공룡파워 (EBS) - 리나
- 디지몬 고스트 게임 (재능TV) - 퀀터몬

### OST
- 카드캡터 체리 삽입곡 신경 쓰이는 그 아이
- 캐릭캐릭체인지 두근두근 삽입곡 시크릿프린세스
- 마법돼지 핑키 오프닝 사랑은 볼품 없어 여윤미 박리나
- 마법돼지 핑키 엔딩 디저트 송 여윤미 박리나

### 극장판 애니메이션 영화
- 극장판 콩순이: 장난감나라 대모험 - 콩순이
- 썸머 워즈 - 시노하라 유키코
- 명탐정 코난: 칠흑의 추적자 - 한아름
- 명탐정 코난: 순흑의 악몽 - 큐라소
- 짱구는 못말려 극장판: 아뵤! 쿵후 보이즈 ~라면대란~ - 은혜, 희경
- 극장판 짱구는 못말려: 우리들의 공룡일기 - 은혜
- 극장판 요괴워치: FOREVER FRIENDS - 천송이
- 쥬라기캅스 극장판: 공룡시대 대모험 - 미니 브라키오

### 외화
- 블랙 팬서 - 슈리(레티티아 라이트)
- 어벤져스: 인피니티 워 - 슈리(레티티아 라이트)
- 죽어도 예쁜 걸 - 대니 (소피 디후이), 제트로 (맥스 존슨)
- 다이노 댄 - 케이미
- 세이디 - 제이크 (바비 풀러)
- 명탐정 코난 드라마스페셜 - 남도일의 부활
- 명탐정 코난 드라마스페셜 - 괴조 전설의 수수께끼
- 33분 탐정 - 싱고

### 특촬물
- 퓨어엔젤 미라클 매직 (투니버스) - 리나

### 게임
- 월드 오브 워크래프트
- 그랜드체이스 - 베이가스
- 클로저스 - Dr.그레모리
- 하얀고양이 프로젝트 - 레이첼
- 오션 런너  -  솜사탕 이벤트 광고
- 쿠키런:킹덤 - 흑당맛 쿠키
- 원신 - 쿠훌 아쥬

### 방송
- 접속! 무비월드 화면해설